# 더럭초등학교
더럭초등학교는 대한민국 제주특별자치도 제주시 애월읍 하가리에 있는 공립 초등학교이다.

## 학교 연혁
- 1946년 12월 18일: 하가공립국민학교로 개교(하가리 1572-2, 설립인가 9월 1일)
- 1949년 2월 5일: 4.3 사건으로 교사 전소
- 1949년 9월 1일: 하가국민학교 복구
- 1951년 3월 2일: 제1회 졸업(18명)
- 1954년 6월 4일: 더럭국민학교로 교명 변경
- 1972년 3월 25일: 감귤원 조성(1,980m2)
- 1977년 12월 2일: 도서관 1동 신축
- 1984년 3월 10일: 병설유치원 개원
- 1993년 9월 2일: 급식소 개소
- 1996년 3월 1일: 애월초등학교 더럭분교장으로 변경
- 1998년 3월 1일: 병설유치원 폐원
- 2005년 10월 23일: 잔디운동장 조성
- 2012년 3월 1일: 'HD 슈퍼아몰레드 컬러 프로젝트' 사업 실시(삼성전자 기부), 세계적인 색채 전문가 장 필립 랑클로(Jean Philippe Lenclos) 참여
- 2012년 3월 1일: 6학급 편성 인가
- 2013년 2월 25일: 급식소 리모델링
- 2013년 9월 1일: 애월초등학교 김영준 교장 취임
- 2014년 1월 21일: 복합놀이시설 설치
- 2018년 3월 1일: 더럭초등학교로 본교 승격[1]
- 2020년 2월 1일: 제70회 졸업(13명)
- 2020년 3월 1일: 34대 김금희 교장 부임

## 참고 자료
- 더럭초등학교 - 한국교육학술정보원 학교알리미